# Lima Sopoaga
Lima Zachariah Sopoaga (Wellington, 3 febbraio 1991) è un rugbista a 15 neozelandese, mediano d'apertura dei Wasps in English Premiership.

## Biografia
Maggiore di sei fratelli di una famiglia originaria di Samoa e delle Isole Cook, ha un fratello tredicista professionista nella National Rugby League, Tupou Sopoaga.
Campione scolastico con la formazione del Wellington College, fece anche parte della selezione nazionale studentesca.
Nel 2010 entrò nei ranghi della formazione provinciale di Wellington, acquistando un ruolo sempre crescente come mediano d'apertura, tanto che già l'anno successivo esordì in Super Rugby nelle file degli Highlanders.
Ancora nel 2011 vinse il campionato mondiale giovanile di rugby che si tenne in Italia
Fu fino al 2013 nella squadra provinciale di Wellington per poi passare a Southland, di base a Invercargill, nel 2014.
Il 2015 fu l'anno della sua ribalta internazionale: dopo la vittoria nel Super Rugby con gli Highlanders (con 8 punti nella finale) fu chiamato in Nazionale e debuttò in un test match degli All Blacks a Johannesburg in un incontro di Championship contro il Sudafrica, sconfitto 27-20 con 12 punti personali.

## Palmarès
- Super Rugby: 1
Highlanders: 2015